# Полк-Сіті (Флорида)
Полк-Сіті (англ. Polk City) — місто (англ. city) в США, в окрузі Полк штату Флорида. Населення — 2713 особи (2020).

## Географія
Полк-Сіті розташований за координатами 28°10′22″ пн. ш. 81°50′12″ зх. д. / 28.17278° пн. ш. 81.83667° зх. д. (28.172778, -81.836757).  За даними Бюро перепису населення США в 2010 році місто мало площу 5,07 км², з яких 4,40 км² — суходіл та 0,67 км² — водойми. В 2017 році площа становила 13,11 км², з яких 11,62 км² — суходіл та 1,50 км² — водойми.

## Демографія
Згідно з переписом 2010 року, у місті мешкали 1562 особи в 565 домогосподарствах у складі 418 родин. Густота населення становила 308 осіб/км².  Було 661 помешкання (130/км²).
Расовий склад населення:
| - 92,5 % — білих - 1,0 % — чорних або афроамериканців - 0,6 % — азіатів - 0,4 % — корінних американців - 3,6 % — осіб інших рас |

До двох чи більше рас належало 1,9 %. Частка іспаномовних становила 12,1 % від усіх жителів.
За віковим діапазоном населення розподілялося таким чином: 24,8 % — особи молодші 18 років, 62,7 % — особи у віці 18—64 років, 12,5 % — особи у віці 65 років та старші. Медіана віку мешканця становила 38,5 року. На 100 осіб жіночої статі у місті припадало 100,5 чоловіків;  на 100 жінок у віці від 18 років та старших — 93,1 чоловіків також старших 18 років.
Середній дохід на одне домашнє господарство  становив 58 072 долари США (медіана — 42 417), а середній дохід на одну сім'ю — 58 845 доларів (медіана — 50 508). Медіана доходів становила 36 250 доларів для чоловіків та 31 711 долар для жінок. За межею бідності перебувало 20,0 % осіб, у тому числі 29,0 % дітей у віці до 18 років та 11,4 % осіб у віці 65 років та старших.
Цивільне працевлаштоване населення становило 956 осіб. Основні галузі зайнятості: мистецтво, розваги та відпочинок — 17,6 %, роздрібна торгівля — 15,4 %, освіта, охорона здоров'я та соціальна допомога — 13,6 %.